# Mesquita Quaraouyine
La mesquita de Quaraouyine o d'al Qarawiyyīn (àrab: جامع القرويين, jāmiʿ al-Qarawiyyīn, o ‘mesquita dels de Kairuan’) de Fes és una de les mesquites més importants del Marroc.

## Història
Seria fundada per la mecènes Fàtima al-Fihriyya (m. 880).
La construcció començà el 857 o 859, sota el regnat de la dinastia idríssida, a la riba esquerra del uadi Fes, i fou eixamplada el 956. Quan Fes va créixer, es va haver d'eixamplar altre cop i entre 1134 i 1144 fou novament ampliada. Encara hi van fer alguns afegits els sadites i els alauites.

## Importància
També fou un dels centres espirituals i educatius més importants del món musulmà, que actualment continua funcionant amb el nom d'Universitat d'al-Qarawiyyín. En aquest sentit, es considera la institució d'ensenyament encara operativa més antiga del món.